# Mairé-Levescault
Mairé-Levescault é uma comuna francesa na região administrativa da Nova Aquitânia, no departamento de Deux-Sèvres. Estende-se por uma área de 17,38 km². Em 2010 a comuna tinha 534 habitantes (densidade: 30,7 hab./km²).